# Трисвинецпентацирконий
Трисвинецпентацирконий — бинарное неорганическое соединение
циркония и свинца
с формулой Zr5Pb3,
кристаллы.

## Получение
- Спекание стехиометрических количеств чистых веществ под давлением:

{\displaystyle {\mathsf {5Zr+3Pb\ {\xrightarrow {870^{o}C}}\ Zr_{5}Pb_{3}}}}

## Физические свойства
Трисвинецпентацирконий образует кристаллы
гексагональной сингонии, пространственная группа P 63/mcm, параметры ячейки a = 0,853 нм, c = 0,586 нм, Z = 2,
структура типа трисилицида пентамарганца Mn5Si3
.
Соединение конгруэнтно плавится при температуре ≈1950°C (≈1650°C).